# Ernst Lindley
Ernst Isidor Lindley, ursprungligen Ohlsson, född 18 februari 1878 i Karlsdal, Örebro län, död 27 november 1949 i Söderhamn, var en svensk kamrer och politiker (socialdemokrat).
Ohlsson var en tid tidningsförsäljare och därefter bokbindarlärling, innan han 1893 blev metallarbetare. Han svarvade bland annat de metallspön, som användes då Andrées polarexpedition monterade upp ballongen "Örnen". År 1900 anställdes Ohlsson vid Nordiska Metallaktiebolaget i Västerås och tog då namnet Lindley efter den svenske fackföreningsmannen Charles Lindley. I november samma år bildades den första verkstadsklubben på företaget, i vilken Ernst Lindley efter en tid blev ordförande. Endast fyra månader efter verkstadsklubbens bildande avskedades med omedelbar verkan Ernst Lindley tillsammans sin bror och far på grund av den fackliga agitation som inletts på företaget. 
Lindley flyttade därefter till Söderhamn, där han blev ledamot av stadsfullmäktige från 1905 och var dess ordförande från 1920 till sin död. På denna post var han bland annat, tillsammans med borgmästare Axel Bäckman och drätselkammarens ordförande Carl Gustav Johansson, drivande för tillkomsten av Hälsinge flygflottilj (F 15). Lindley var även ledamot av Gävleborgs läns landsting 1910–47 och dess ordförande 1919–47). Han tillhörde riksdagens andra kammare (1:a lagutskottet) 1912–20 och 1922–32. Vid sidan av politiken var han ordförande i Gävleborgs läns sångarförbund (GLSF) 1929–35.